# Кесквере (Мартна)
Ке́сквере (ест. Keskvere küla) — село в Естонії, у волості Ляене-Ніґула повіту Ляенемаа.

## Населення
Чисельність населення на 31 грудня 2011 року становила 29 осіб.

## Географія
Поблизу села проходять автошляхи 31 (Хаапсалу — Лайкюла) та 16159 (Егм'я — Мартна — Куревере).

## Історія
До 21 жовтня 2017 року село входило до складу волості Мартна.